# Diopszid
A diopszid (névváltozata: dillage) a IV.Szilikátok ásványosztályon belül a piroxéncsoportba tartozó ásvány. Elnevezése: di- = kettős; opszisz = látás (görög) szavak összetételéből ered.

## Összetétele
- Kalcium (Ca) = 18,5%
- Magnézium (Mg) = 11,2%
- Szilícium (Si) = 26,0%
- Oxigén (O) = 44,3%

## Szerkezete
Kristályrácsa végtelen SiO4-tetraéder láncokat tartalmaz, melyeknek alapegysége az Si2O64-csoport. Az inoszilikátok alosztályába tartozó ásvány.

## Megjelenési formái, genetikája
Oszlopos, rövidprizmás termetű.
Elsősorban kontakt- és katametamorf ásvány, különösen mészkő kontaktusán, illetve mész-szilikát szaruszirtben (szkarn), magasabb hőmérsékleten (amfibol- és káliföldpát-cordierit-szaruszirt, valamint szanidinit fáciesekben) jellegzetes. Az erlán közönséges elegyrésze. Mélységi magmás szienitben és dioritban, valamint telérkőzetekben (minette-ben és kerzantitban) szintén gyakori. Szilikátmeteoritokban is előfordul.

## Rokon ásványfajok
- hedenbergit
- piroxéncsoport egyes ásványai.

## Képek

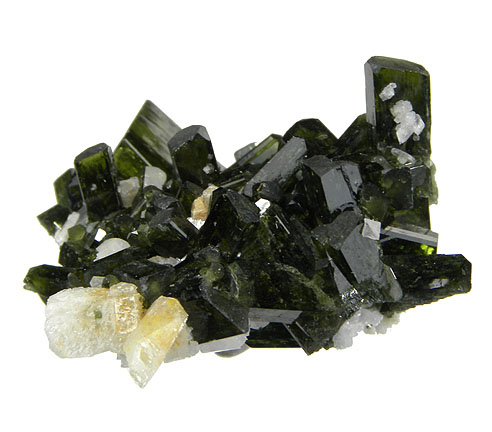
Ez az egyed éles, csillogó, mély, zöld diopszid kristályokból áll, amelyek kis, fehéres, blokkos albithoz kapcsolódnak
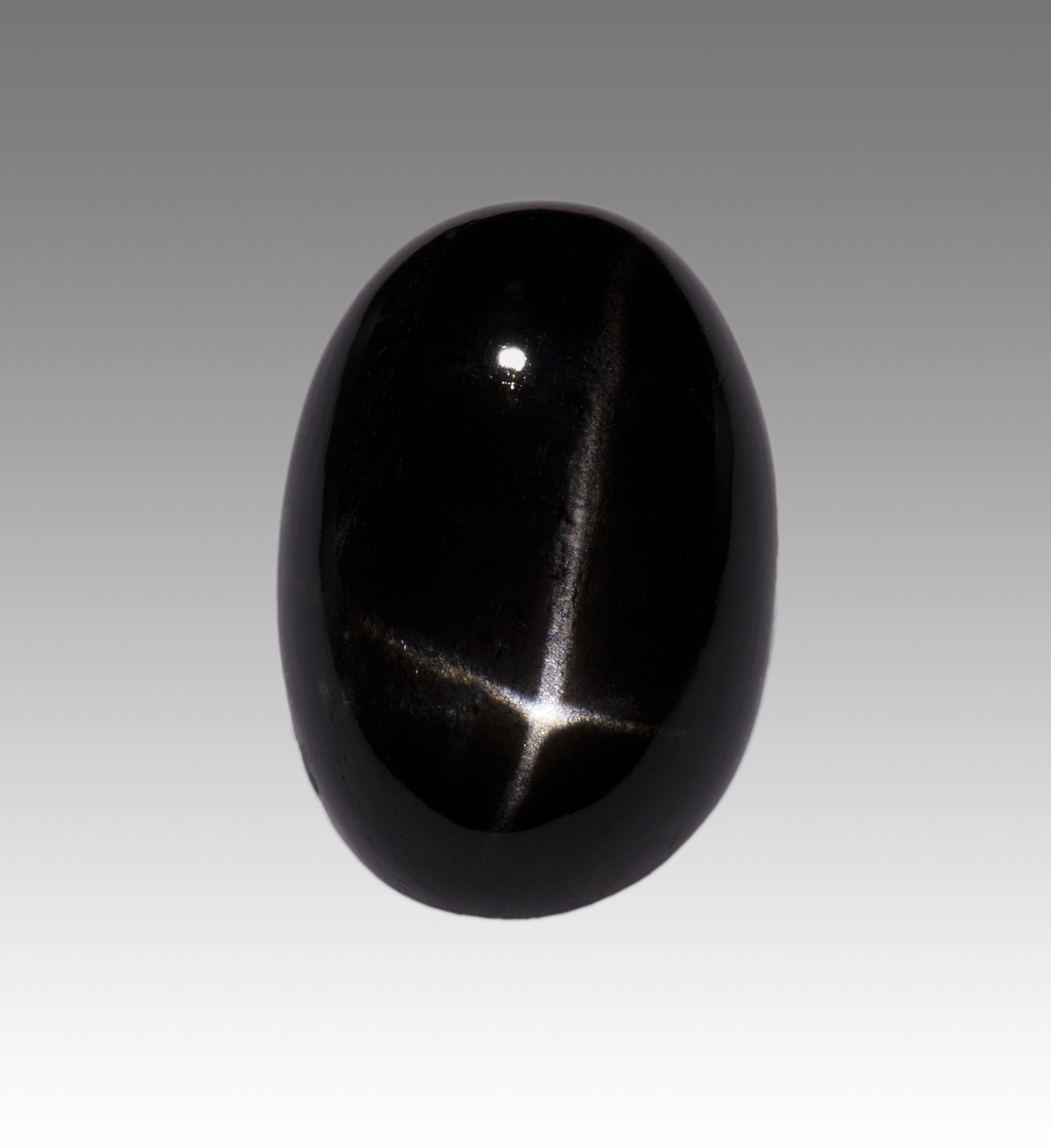
Diopszid Indiából
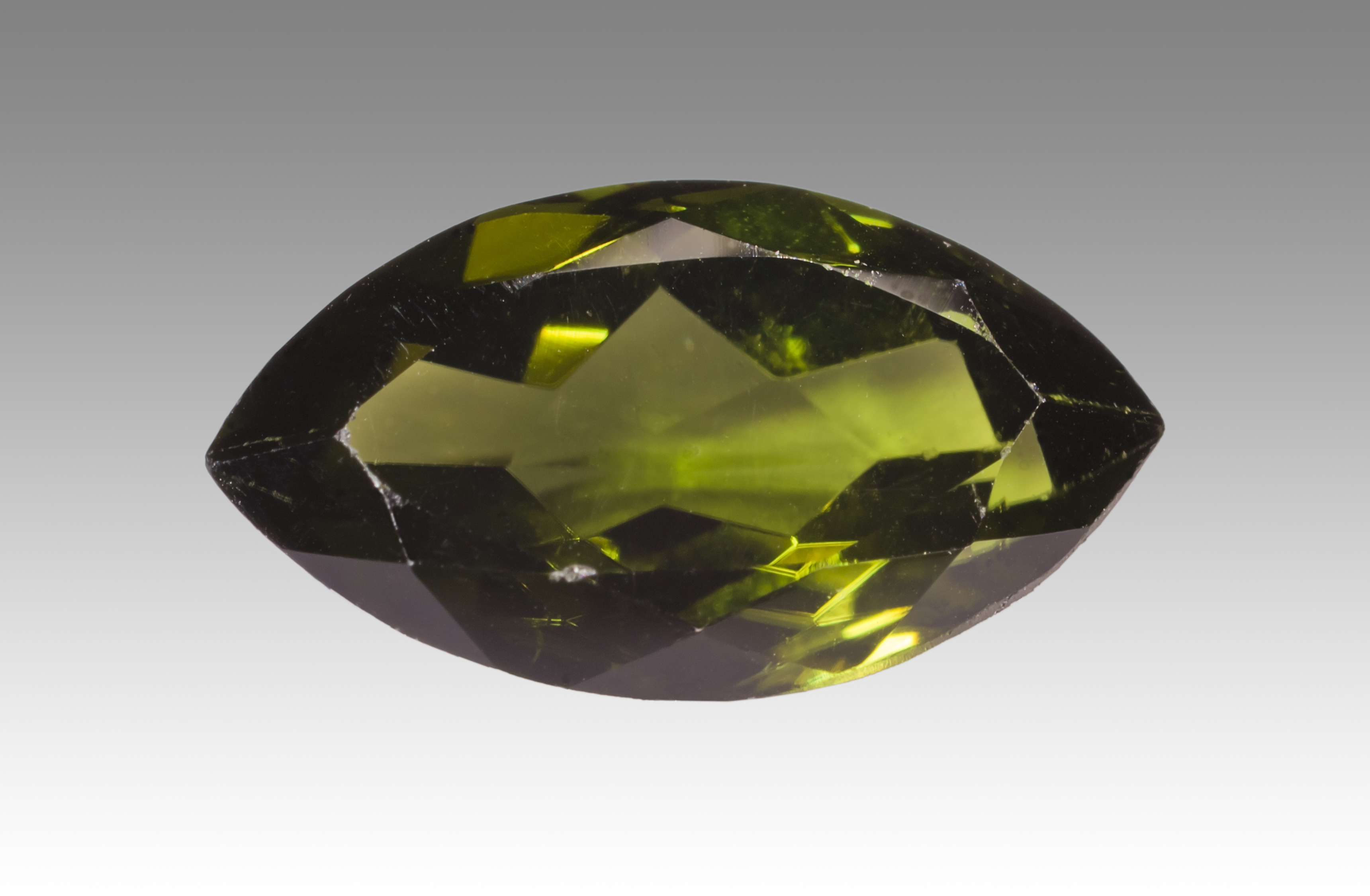
Ez az impozáns példány Madagaszkárról származik